# Barranca del Oro
Barranca del Oro är en ort i Mexiko.   Den ligger i kommunen Amatlán de Cañas och delstaten Nayarit, i den centrala delen av landet, 600 km väster om huvudstaden Mexico City. Barranca del Oro ligger 749 meter över havet och antalet invånare är 390.
Terrängen runt Barranca del Oro är varierad. Runt Barranca del Oro är det ganska glesbefolkat, med 22 invånare per kvadratkilometer. Närmaste större samhälle är Ixtlán del Río, 17,1 km nordost om Barranca del Oro. I omgivningarna runt Barranca del Oro växer huvudsakligen savannskog.